# 丁明燮
丁 明燮（チョン・ミョンソプ、朝鮮語: 정명섭、1910年2月12日または12月3日 - 1997年2月25日）は、日本統治時代の朝鮮の独立運動家、大韓民国の実業家、政治家。海南郡守、長興郡守、霊光郡守、和順郡守、第3・4・6代韓国国会議員などを歴任した。
本貫は羅州丁氏。号は不輝（プルィ、불휘）。

## 経歴
中農の息子として全羅南道羅州郡出身。1929年、光州高等普通学校4年在学中に光州学生運動に参加し、1931年に卒業した。1938年中央大学法学部卒、1944年同大学院修了。しばらく同大学院で勤めた後、光復後に帰郷し、郷里で朝鮮建国準備委員会羅州郡委員長を務めたなど、各種社会団体で活動した。しかし、左翼による人民委員会への再編に反対したため、建国準備委員会を脱退した。1945年12月、海南郡で米軍政による食糧供出に反対する暴動が起きると、事態収拾として同郡郡守に任命された。その後は全羅南道各地で民生安定・混乱収拾の仕事をして、1949年初頭まで長興郡・霊光郡・和順郡で郡守を務めた。1950年から実業家として活動し、協和貿易公社副社長を経て、1952年から全羅南道教育委員会副会長、湖南新聞社取締役、大韓畜産同業組合中央連合会最高委員を歴任した。1954年に自由党に入党し、同党全羅南道党委員長を経て、1955年から同党院内政策委員長を務めた。1954年の第3代総選挙で国会議員に初当選した後は第3代国会憲法委員会委員、第3代・第4代国会交通逓信委員会委員長、第3代国会張勉副統領被襲事件真相調査特別委員会委員長を歴任した。また、1955年に大韓卓球協会会長、1956年に世界卓球連盟理事、アジア卓球連盟副会長、1957年に大韓練炭株式会社社長、1958年に大韓練炭工業協会会長をそれぞれ務めた。1960年の大統領選挙の時は自由党の全羅南道党委員長を務めたが、不正選挙に関与しなかったため、4・19革命以降の第5代総選挙にも出馬したが、落選した。5・16軍事クーデター以後はクーデターを主導した勢力が創設した民主共和党からの勧誘があったが、同党に参加しなかった。1963年に金度演らと自由民主党の創設に参加し、同党中央委員、第6代国会三民会（民主党・自由民主党・国民の党の野党3党からなる院内交渉団体）院内総務、民衆党交通逓信委員長・党務委員を歴任し、韓日会談批准波動以降は明政会を組織した。1967年の第7代総選挙では民衆党の候補として出馬したが、また落選した。選挙の無効を訴える抗争を約2年間行い、1969年に裁判所がようやく再選挙の判決を出したが、再選挙で再び落選した後、政界を引退した。また、1963年に植林事業の企業化の必要性を主張し、湖南育林社を設立し代表を務めた。1982年に議員同友会副会長、1991年に大韓民国憲政会元老委員をそれぞれ務めた。
1997年2月25日、ソウル市の江南聖母病院で死去。88歳没。